# 愛知県道131号神明津森上停車場線
愛知県道131号神明津森上停車場線（あいちけんどう131ごう しんみょうづもりかみていしゃじょうせん）は、愛知県稲沢市内を通る元一般県道である。現在は愛知県道512号給父稲沢線の一部に組み込まれている。

## 概要

### 路線データ
- 起点：森上停車場
- 終点：稲沢市祖父江町神明津

## 沿革
- 1994年（平成6年）4月1日：愛知県道512号給父稲沢線の一部に組み込まれる

## 地理

### 通過する自治体
- 愛知県
  - 稲沢市

### 交差する道路
- 愛知県道129号一宮津島線
- 愛知県道134号桑原祖父江線（四貫交差点 - 東馬飼交差点間重複）

### 沿線
- 名鉄尾西線 森上駅
- 稲沢市立祖父江中学校
- 稲沢市立長岡小学校